# Cervos (Montalegre)
Cervos é uma povoação portuguesa sede da Freguesia de Cervos do Município de Montalegre, freguesia com 33,07 km² de área e 227 habitantes (censo de 2021), tendo, por isso, uma densidade populacional de 6,9 hab./km².

## Demografia
A população registada nos censos foi:
| Distribuição da População por Grupos Etários | Distribuição da População por Grupos Etários | Distribuição da População por Grupos Etários | Distribuição da População por Grupos Etários | Distribuição da População por Grupos Etários |
| -------------------------------------------- | -------------------------------------------- | -------------------------------------------- | -------------------------------------------- | -------------------------------------------- |
| Ano                                          | 0-14 Anos                                    | 15-24 Anos                                   | 25-64 Anos                                   | > 65 Anos                                    |
| 2001                                         | 49                                           | 35                                           | 155                                          | 89                                           |
| 2011                                         | 22                                           | 33                                           | 131                                          | 85                                           |
| 2021                                         | 12                                           | 17                                           | 103                                          | 95                                           |

## Geografia
Cervos é uma aldeia típica transmontana localizada a 15 km da vila de Montalegre, distrito de Vila Real.
É considerada por muitos "das mais belas aldeias de Portugal", com uma paisagem plena de natureza, no seu estado selvagem.[carece de fontes?]
Cervos oferece uma arquitectura muito característica das aldeias transmontanas, casas em pedra antiga onde podemos apreciar as sacadas trabalhadas, solares de família, podemos ainda ver os antigos espigueiros tão característicos da zona, tanto como o forno comum da aldeia utilizado ainda pelas poucas famílias da localidade.

## Localidades
A Freguesia é composta por sete aldeias:
- Alto Fontão;
- Arcos;
- Barracão;
- Cervos;
- Cortiço;
- Vidoeiro;
- Vilarinho de Arcos.

## Património
- Igreja Matriz de Cervos;
- Capela de São Martinho, em Vilarinho;
- Capela de Santo António, em Cortiço;
- Capela da Senhora de Galegos, em Cortiço/Vidoeiro;
- Via XVII - 13 marcos miliários, série Capela (Montalegre).

## História
No Lugar do Vidoeiro existiu um núcleo da Colónia Agrícola do Barroso, criada pela Junta de Colonização Interna. Foi construído em 1945 e possuía 9 casais agrícolas, numa área de 2,25 hectares.